# United States Forest Service

Logo United States Forest Service

United States Forest Service (Służba Leśna Stanów Zjednoczonych) – federalna agencja rządowa wchodząca w skład Departamentu Rolnictwa Stanów Zjednoczonych. Pod jej zarządem znajduje się 155 Lasów Państwowych oraz 20 narodowych łąk o łącznej powierzchni ponad 781 tysięcy km². Budżet United States Forest Service w roku podatkowym 2008 wynosił około 5,8 miliardów dolarów.